# میادزیل
میادزیل (به لاتین: Myadzyel) یک منطقهٔ مسکونی در بلاروس است که در منطقه مینسک واقع شده‌است. میادزیل ۷٬۲۰۰ نفر جمعیت دارد.